# Goțe Delcev, Blagoevgrad
Goțe Delcev (în bulgară Гоце Делчев) este un oraș în partea de sud-vest a Bulgariei, în Regiunea Blagoevgrad și este reședința comunei Goțe Delcev. La recensământul din 2011 avea o populație de 19.219 locuitori. Până în 1951 s-a numit Nevrokop.

## Demografie
Componența etnică a orașului Goțe Delcev
     Turci (3,97%)
     Bulgari (81,7%)
     Nicio identificare (12,94%)
     Altele (2,25%)
La recensământul din 2011, populația orașului Goțe Delcev era de 19.219 locuitori. Din punct de vedere etnic, majoritatea locuitorilor (81,7%) erau bulgari, cu o minoritate de turci (3,97%). Pentru 12,94% din locuitori nu este cunoscută apartenența etnică.